# Уилсон, Марион
Марион Уилсон (англ. Marion Wilson, родился 19 октября 1956 года в Флоренсе, Южная Каролина, США) — американский боксёр-профессионал, выступавший в супертяжёлой (Heavyweight) весовой категории. При весьма посредственном соотношении побед и поражений Уилсон известен тем, что никогда не был ни в нокауте, ни даже в нокдауне, при том, что боксировал против сильнейших тяжеловесов своего времени, обладая «железной челюстью» по выражению спортивных обозревателей, отметивших в нём способность стойко выдерживать шквал сильнейших ударов.
Наилучшая позиция в мировом рейтинге: 674-й.